# Libor Vondráček

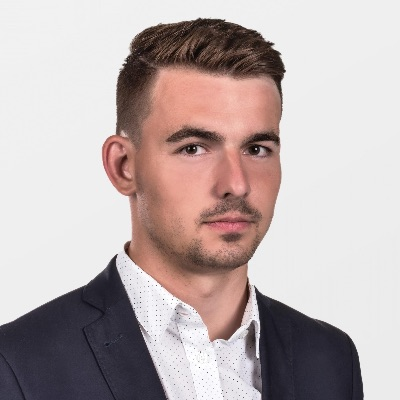
Libor Vondráček 2024

Libor Vondráček (* 29. Juli 1994 in Pelhřimov a)) ist ein tschechischer Politiker und Jurist. Seit Oktober 2019 ist er Vorsitzender der Kleinpartei Svobodní.

## Leben
Libor Vondráček studierte Recht an der juristischen Fakultät der Masaryk-Universität in Brünn mit dem Schwerpunkt Verfassungsrecht, wo er einen Magister-Abschluss (Mgr.) im Bereich Recht und Rechtswissenschaft erhielt.

## Politische Aktivität
2012 wurde Vondráček Mitglied der Kleinpartei Svobodní, seit 2019 ist er deren Vorsitzender.
Im Zuge der COVID-19-Pandemie in Tschechien war Vondráček im Januar 2021 Mitinitiator einer Demonstration gegen eine mögliche Impfpflicht und gegen mit der Pandemie zusammenhängenden Maßnahmen der Regierung; ein prominenter Teilnehmer war der ehemalige Präsident der Tschechischen Republik, Václav Klaus. Die Demonstration stellte die Pandemie als solche infrage.
Vondráček bezeichnet sich nach eigenen Angaben selbst als einen Anhänger des „konservativen Libertarismus“ mit Vorbildern wie Friedrich August von Hayek oder Ronald Reagan. Er setzt sich für die Errichtung eines „schlanken Staates mit niedrigen Steuern“ ein und kritisiert die Europäische Union für ihr Demokratiedefizit und die Unterdrückung persönlicher Freiheiten. Vondráček behauptet, die Europäische Union schaffe durch Subventionen und überbordende Bürokratie Raum für Korruption und Klientelismus. Was die Tschechische Republik betrifft, rät er zum Austritt aus der EU und zur Annahme des Angebots, der EFTA beizutreten. Als Jurist ist er der Meinung, die Bedeutung des Begriffs „Ehe“ sollte nicht willkürlich geändert werden, sondern nur Paaren unterschiedlichen Geschlechts vorbehalten bleiben.